# Roman Hončarenko
Roman Oleksandrovyč Hončarenko (in ucraino Роман Олександрович Гончаренко?; Potaš, 16 novembre 1993) è un calciatore ucraino, difensore del Veres Rivne.

## Carriera
Cresciuto nel settore giovanile dell'FK Tal'ne, ha iniziato la propria giocando per alcune squadre dilettantistiche ucraine, in seguito ha giocato fra i professionisti, principalmente nella seconda divisione ucraina, ad eccezione di una breve parentesi nella terza divisione ucraina. La svolta arriva nel febbraio 2020, quando si trasferisce al Veres Rivne; qui si rende tra i protagonisti della scalata dalla terza divisione alla massima serie ucraina. Il 24 luglio 2021 ha esordito in Prem"jer-liha, in occasione dell'incontro pareggiato per 0-0 contro il Kolos Kovalivka. Nel 2022 si trasferisce proprio al Kolos Kovalivka e il 23 agosto 2022 ha realizzato la sua prima rete in campionato, nell'incontro vinto per 1-0 contro il Kryvbas Kryvyj Rih.

## Statistiche

### Presenze e reti nei club
Statistiche aggiornate al 3 marzo 2023.
| Stagione                 | Squadra                  | Campionato               | Campionato | Campionato | Coppe nazionali | Coppe nazionali | Coppe nazionali | Coppe continentali | Coppe continentali | Coppe continentali | Altre coppe | Altre coppe | Altre coppe | Totale | Totale |
| Stagione                 | Squadra                  | Comp                     | Pres       | Reti       | Comp            | Pres            | Reti            | Comp               | Pres               | Reti               | Comp        | Pres        | Reti        | Pres   | Reti   |
| ------------------------ | ------------------------ | ------------------------ | ---------- | ---------- | --------------- | --------------- | --------------- | ------------------ | ------------------ | ------------------ | ----------- | ----------- | ----------- | ------ | ------ |
| 2015-2016                | Čerkas'kyj Dnipro        | 1L                       | 13         | 0          | CU              | 0               | 0               |                    | -                  | -                  |             | -           | -           | 13     | 0      |
| 2016-2017                | Čerkas'kyj Dnipro        | 1L                       | 31         | 1          | CU              | 2               | 0               |                    | -                  | -                  |             | -           | -           | 33     | 1      |
| Totale Čerkas'kyj Dnipro | Totale Čerkas'kyj Dnipro | Totale Čerkas'kyj Dnipro | 44         | 1          |                 | 2               | 0               |                    | -                  | -                  |             | -           | -           | 46     | 1      |
| 2017-2018                | Inhulec'                 | 1L                       | 26         | 2          | CU              | 1               | 0               |                    | -                  | -                  |             | -           | -           | 27     | 2      |
| 2018-mar. 2019           | Inhulec'                 | 1L                       | 5          | 0          | CU              | 3               | 0               |                    | -                  | -                  |             | -           | -           | 8      | 0      |
| Totale Inhulec'          | Totale Inhulec'          | Totale Inhulec'          | 31         | 2          |                 | 4               | 0               |                    | -                  | -                  |             | -           | -           | 35     | 2      |
| mar.-giu. 2019           | Polіssja Žytomyr         | 2L                       | 10         | 1          | CU              | -               | -               |                    | -                  | -                  |             | -           | -           | 10     | 1      |
| 2019-feb. 2020           | Kremin' Kremenčuk        | 1L                       | 19         | 1          | CU              | 2               | 1               |                    | -                  | -                  |             | -           | -           | 21     | 2      |
| feb.-giu. 2020           | Veres Rivne              | 2L                       | 0+2        | 0          | CU              | -               | -               |                    | -                  | -                  |             | -           | -           | 2      | 0      |
| 2020-2021                | Veres Rivne              | 1L                       | 27         | 3          | CU              | 4               | 0               |                    | -                  | -                  |             | -           | -           | 31     | 3      |
| 2021-2022                | Veres Rivne              | PL                       | 18         | 0          | CU              | 2               | 0               |                    | -                  | -                  |             | -           | -           | 20     | 0      |
| Totale Veres Rivne       | Totale Veres Rivne       | Totale Veres Rivne       | 45+2       | 3+0        |                 | 6               | 0               |                    | -                  | -                  |             | -           | -           | 53     | 3      |
| 2022-2023                | Kolos Kovalivka          | PL                       | 9          | 1          |                 | -               | -               |                    | -                  | -                  |             | -           | -           | 9      | 1      |
| Totale carriera          | Totale carriera          | Totale carriera          | 160        | 9          |                 | 14              | 1               |                    | -                  | -                  |             | -           | -           | 174    | 10     |

## Palmarès

### Club

#### Competizioni nazionali
- Perša Liha: 1

Veres Rivne: 2020-2021